# Gramigna (film)
Gramigna è un film del 2017 diretto da Sebastiano Rizzo, uscito nelle sale italiane il 23 novembre 2017. La pellicola ha ricevuto una candidatura ai David di Donatello 2018.

## Trama
Luigi è il figlio di Don Diego Di Cicco, un noto boss della camorra, arrestato quando lui era piccolo non ha mai avuto la possibilità di crescere insieme al figlio. Nonostante una famiglia che non si tiene lontana dai guai, Luigi, con le continue preoccupazioni di una madre e una nonna che vogliono solo vederlo lontano da un mondo pericoloso, ribadisce continuamente la sua emancipazione dal padre. Vede la morte di amici, l'arresto dei parenti, entra per un breve periodo nel mondo della droga, ma la sua forza di volontà lo tira fuori. Alla fine riesce a dimostrare, grazie ad un arresto in un affare di droga in cui lui non c'entra niente, di non essere come il padre e che la vita di un malavitoso non è per forza ereditaria.